# Vernaison
Vernaison är en kommun i departementet Rhône i regionen Auvergne-Rhône-Alpes i östra Frankrike. Kommunen ligger i kantonen Irigny som tillhör arrondissementet Lyon. År 2022 hade Vernaison 5 175 invånare.

## Befolkningsutveckling
Antalet invånare i kommunen Vernaison
| Referens: INSEE |